# Villa romaine de Rio Maior
La villa romaine de Rio Maior est un site archéologique présentant les ruines d'une villa romaine située dans la freguesia de Rio Maior, sur le territoire de la municipalité de Rio Maior (district de Santarém, Portugal),.
Elle est classée Immeuble d'intérêt public (Catégorie IIP) depuis 2014.

## Historique
La première mention de cette villa romaine fut faite par Francisco Pereira de Sousa, qui rapporta qu'au XIXe siècle, un agriculteur labourant son champ découvrit deux fûts de colonnes en marbre, dont l'un mesurait 4 m de long, ainsi que des fragments de mosaïque. 

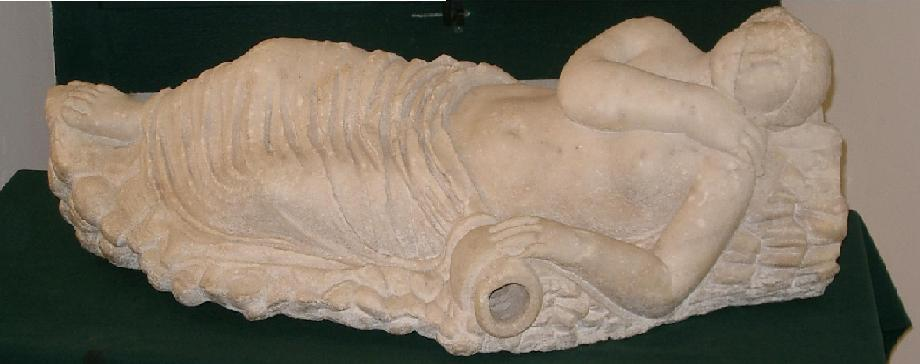
Une statue de Nymphe de la villa romaine.

Ce n'est qu'en 1983 que le Département des musées, du patrimoine historique, archéologique et culturel de la municipalité commença des prospections, mais en raison de la pression urbaine et de la nécessité d'agrandir le cimetière, le site ne fut fouillé qu'entre 1995 et 1999, à la demande de l'Institut portugais du patrimoine architectural. L'enquête révéla une superficie de 772 m2, correspondant approximativement à la partie urbaine de la villa et composée de quatre couloirs, six pièces et deux absides, tous recouverts de sols en mosaïque polychrome. 
Parmi les vestiges figuraient des fragments de céramique sigillée de la fin de l'Hispanie et de la province d'Afrique, de la monnaie romaine, de petites pièces de bronze et des statues, permettant de dater le site de la fin de l'Empire romain (entre les IIIe et Ve siècles).

## Galerie

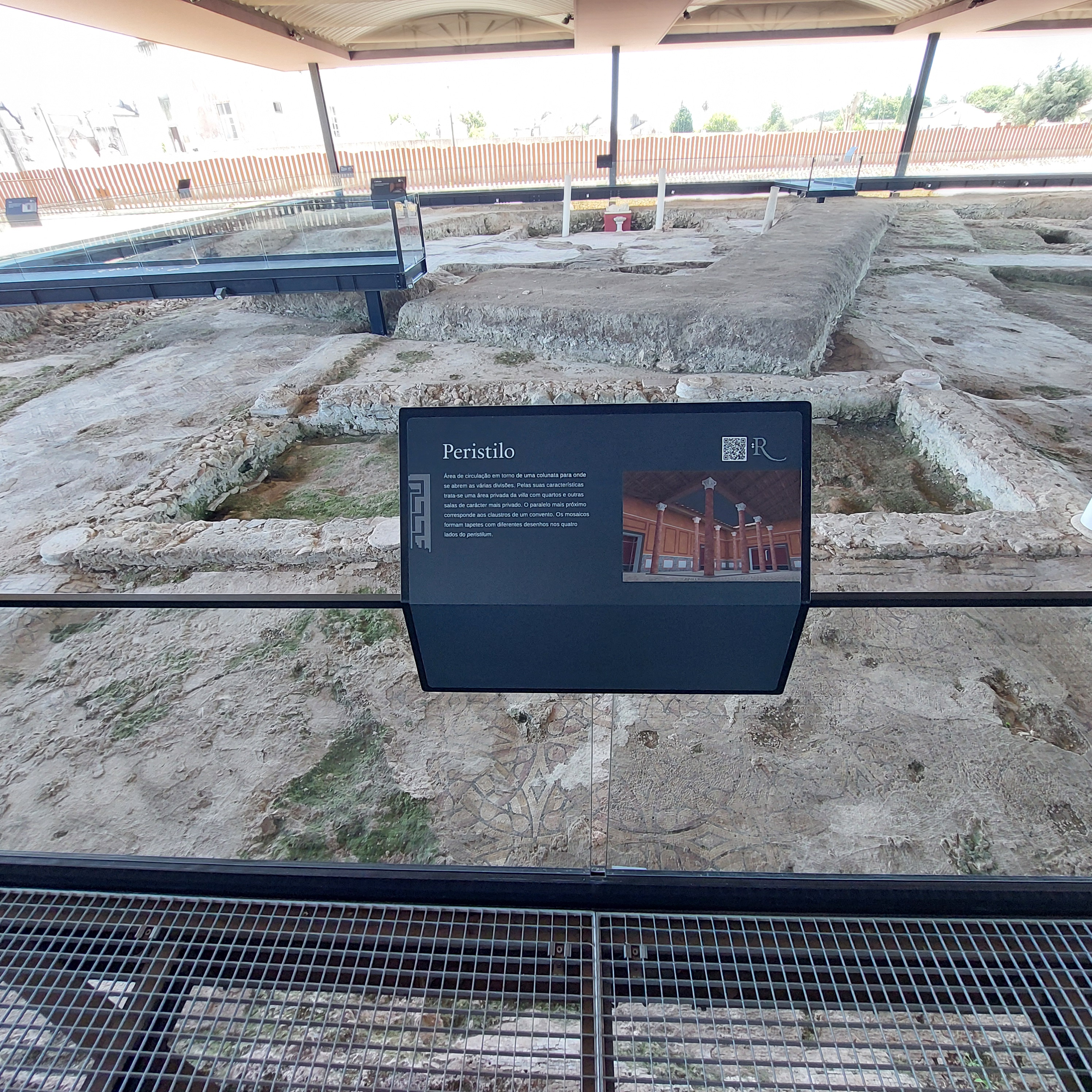
péristyle.
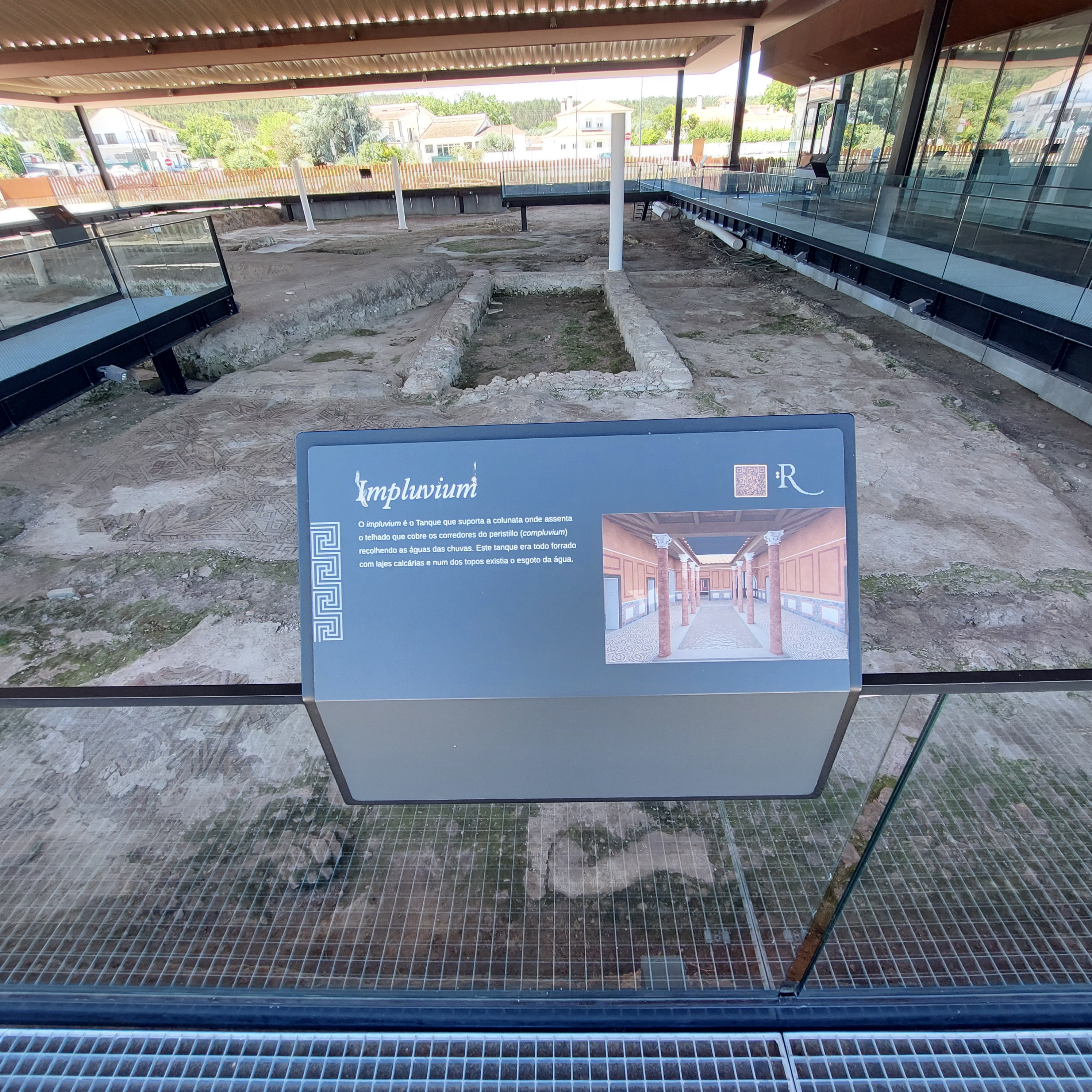
Impluvium.
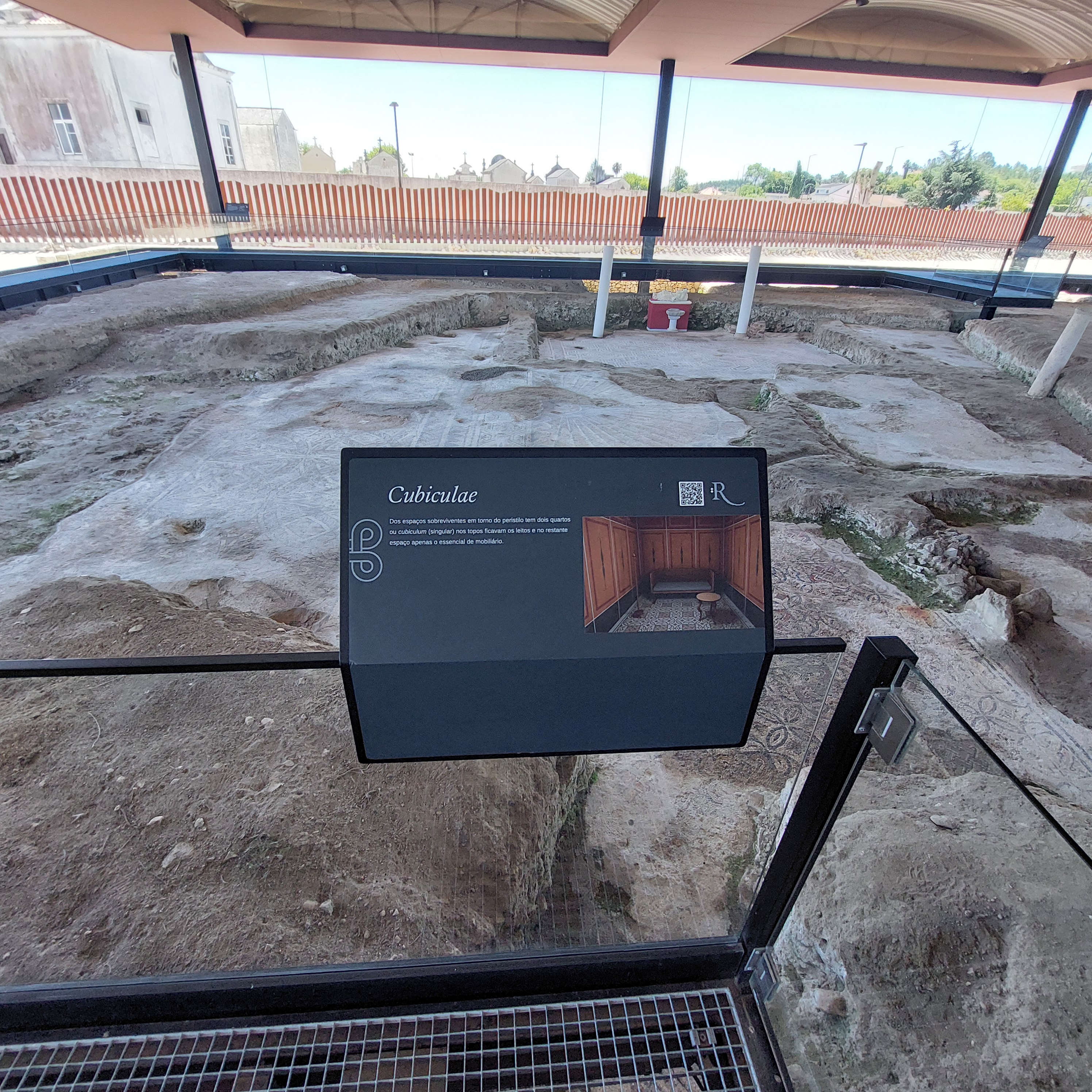
cubiculum.
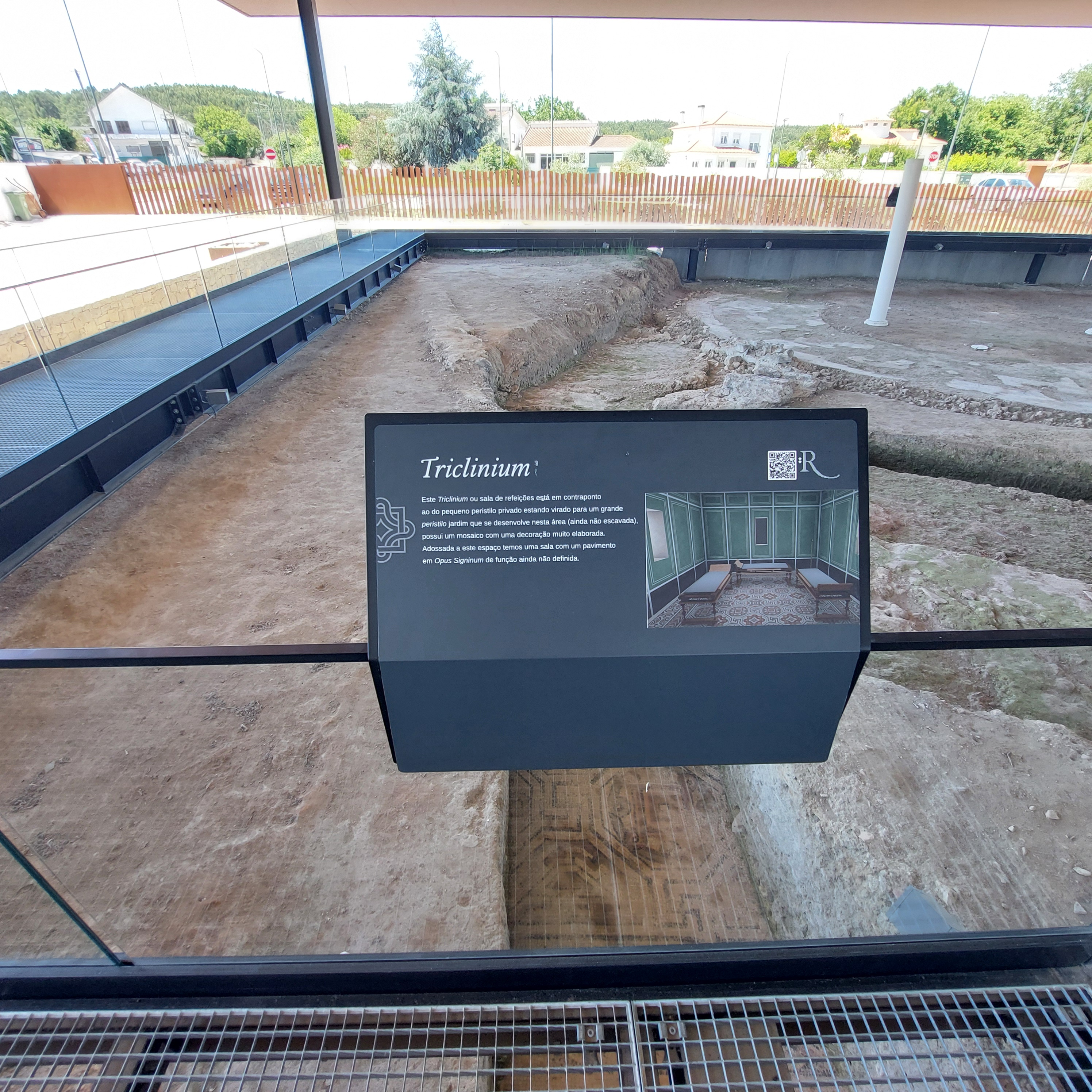
Triclinium.